# Belton (Carolina del Sur)
Belton es una ciudad ubicada en el condado de Anderson en el estado estadounidense de Carolina del Sur. La ciudad en el año 2000 tiene una población de 4.461 habitantes en una superficie de 10 km², con una densidad poblacional de 447.4 personas por km². 

## Geografía
Belton se encuentra ubicada en las coordenadas 34°31′32″N 82°29′46″O / 34.52556, -82.49611. Según la Oficina del Censo, la ciudad tiene un área total de 10 km² (3,9 mi²), de la cual 10 km² (3,9 mi²) es tierra y 0 km² (0 mi²) (0.0%) es agua.

## Demografía
En el 2000 la renta per cápita promedia del hogar era de $28.191, y el ingreso promedio para una familia era de $36.531. El ingreso per cápita para la localidad era de $16.970. En 2000 los hombres tenían un ingreso per cápita de $30.100 contra $22.470 para las mujeres. Alrededor del 16.30% de la población estaba bajo el umbral de pobreza nacional. 